# Ultrasonido Doppler
Ultrasonido Doppler: el término existe en honor al austríaco Christian Andreas Doppler quien desarrolló el principio que ahora lleva su apellido. Cuando nos referimos a eco o ultrasonido Doppler nos referimos al censado y expresión del espectro de ondas que proceden de un vaso o a través de una estructura cardíaca que nos da información sobre la velocidad y dirección del flujo.
Otros términos usados son:
Dúplex: el explorador no sólo capta el espectro de ondas de flujo del Doppler sino que es capaz de visualizar la imagen bidimensional en tiempo real de la estructura anatómica que analiza.
Triplex: Un término poco usado, se refiere a la combinación de espectro Doppler con imagen bidimensional e imagen de flujo con color.